# Aravankādu
Aravankādu är en ort i Indien.   Den ligger i distriktet Nilgiri och delstaten Tamil Nadu, i den södra delen av landet, 1 900 km söder om huvudstaden New Delhi. Aravankādu ligger 1 901 meter över havet och antalet invånare är 5 175.
Terrängen runt Aravankādu är kuperad åt nordväst, men åt sydost är den bergig. Runt Aravankādu är det tätbefolkat, med 762 invånare per kvadratkilometer. Närmaste större samhälle är Utakamand, 8,7 km nordväst om Aravankādu. Omgivningarna runt Aravankādu är en mosaik av jordbruksmark och naturlig växtlighet.